# Liste der Kulturdenkmale in Fredeburg
In der Liste der Kulturdenkmale in Fredeburg sind alle Kulturdenkmale der schleswig-holsteinischen Gemeinde Fredeburg (Kreis Herzogtum Lauenburg) aufgelistet (Stand: 10. März 2025).

## Legende
In den Spalten befinden sich folgende Informationen:
- Objekt-ID: die Nummer des Kulturdenkmales
- Lage: die Adresse des Kulturdenkmales und die geographischen Koordinaten. Kartenansicht, um Koordinaten zu setzen. In der Kartenansicht sind Kulturdenkmale ohne Koordinaten mit einem roten Marker dargestellt und können in der Karte gesetzt werden. Kulturdenkmale ohne Bild sind mit einem blauen Marker gekennzeichnet, Kulturdenkmale mit Bild mit einem grünen Marker.
- Offizielle Bezeichnung: Bezeichnung des Kulturdenkmales
- Beschreibung: die Beschreibung des Kulturdenkmales
- Bild: ein Bild des Kulturdenkmales

## Bauliche Anlagen
| Objekt-ID     | Lage                                  | Offizielle Bezeichnung | Beschreibung | Bild            |
| ------------- | ------------------------------------- | ---------------------- | --- | --------------- |
| 9998 Wikidata | Am Wald (53° 39′ 59″ N, 10° 44′ 3″ O) | Dreifeldbogenbrücke    | Die als „Weiße Brücke“ bezeichnete Dreifeldbogenbrücke befindet sich in der Fredeburger Horst. Die Brücke überquert zwischen den Bahnhöfen Schmilau und Ratzeburg die in diesem Abschnitt stillgelegte Bahnstrecke Hagenow Land–Bad Oldesloe. Alteintragung (Aktualisierung vorgesehen) - Begründung: geschichtlich, wissenschaftlich, künstlerisch, technisch, Kulturlandschaft prägend - Schutzumfang: gesamtes Objekt - Denkmaltyp: Bauliche Anlage | Fotos hochladen |

## Quelle
- Liste der Kulturdenkmale in Schleswig-Holstein – Herzogtum Lauenburg (PDF)

- Karte mit allen Koordinaten:
- OSM |
- WikiMap